# Закруче
Закруче (пол. Zakrucze) — село в Польщі, у гміні Малогощ Єнджейовського повіту Свентокшиського воєводства.
Населення — 310 осіб (2011).
У 1975-1998 роках село належало до Келецького воєводства.

## Демографія
Демографічна структура на день 31 березня 2011 року:
|          | Загалом | Допрацездатний вік | Працездатний вік | Постпрацездатний вік |
| -------- | ------- | ------------------ | ---------------- | -------------------- |
| Чоловіки | 155     | 30                 | 103              | 22                   |
| Жінки    | 155     | 32                 | 91               | 32                   |
| Разом    | 310     | 62                 | 194              | 54                   |